# Marie-France Hirigoyen

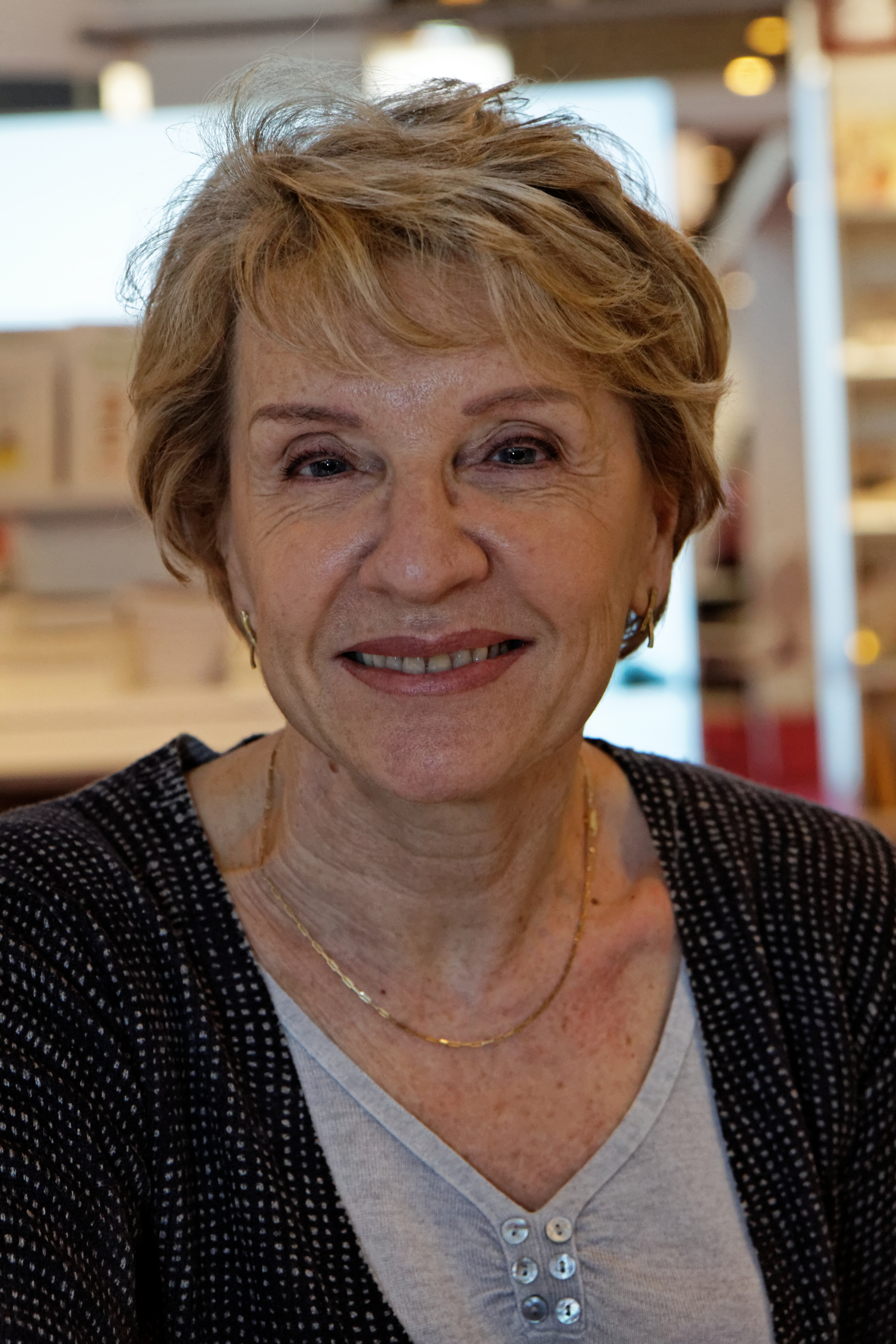
Marie-France Hirigoyen (2012)

Marie-France Simone Ernestine Hirigoyen (* 1948 in Coulaines) ist eine französische Autorin, Psychotherapeutin und Familientherapeutin.

## Leben
Die Familie ihres Vaters Jean-Marie Hirigoyen (1923–2018) stammt aus dem französischen Baskenland. Marie-France Hirigoyen hat einen älteren Bruder und eine ältere Schwester. Sie studierte zunächst Ethnologie in Bordeaux und danach Medizin und Viktimologie in Frankreich und den USA. 1978 wurde sie als Ärztin promoviert und spezialisierte sich anschließend zur Psychiaterin. Seit 1985 veranstaltet sie Seminare zum Thema Stress am Arbeitsplatz. In den Vereinigten Staaten arbeitete sie für das FBI an einer Studie über Serienmorde und erhielt mit ihrer Arbeit über die Opfer narzisstischer Täter 1994 einen Abschluss als Viktimologin an der American University in Washington, D. C., der im Folgejahr an der Pariser Université René Descartes bestätigt wurde. Sie praktiziert als Psychoanalytikerin und Familientherapeutin in der Pariser Altstadt im Quartier Latin. Als Autorin befasst sie sich unter anderem mit seelischer Gewalt im Allgemeinen und narzisstischem Psychoterror sowie emotionalem Missbrauch im Besonderen.
Ihr 1998 erschienenes Buch Le harcèlement moral (dt. Die Masken der Niedertracht) löste in Frankreich eine heftige und lang anhaltende öffentliche Debatte aus und wurde zu einem internationalen Bestseller. In Frankreich wurden mehr als 400.000 Exemplare verkauft und das Buch wurde in über 20 Sprachen übersetzt. Hirigoyen führte mit ihrem Buch den Begriff des Mobbings (frz. harcèlement moral) ein, der unter ihrem Einfluss Eingang in die französische Gesetzgebung fand. Sie beriet den damaligen französischen Staatspräsidenten Jacques Chirac in Fragen der Vorbeugung und Bekämpfung von Mobbing und seelischer Gewalt in der Arbeitswelt und in Familien.
Marie-France Hirigoyen wurde 2016 zum Offizier der französischen Ehrenlegion ernannt.

## Bibliographie (deutsch)
- 1999: Die Masken der Niedertracht. Seelische Gewalt im Alltag und wie man sich dagegen wehren kann. Aus dem Französischen von Michael Marx. C. H. Beck, München, ISBN 3-406-45403-8
  - als ungekürztes Hörbuch, gelesen von Christina Puciata und Anja Jazeschann, Verlag GESAFA, Viersen 2017, ISBN 978-3-943273-03-8
- 2002: Wenn der Job zur Hölle wird. Seelische Gewalt am Arbeitsplatz und wie man sich dagegen wehrt. C. H. Beck, München, ISBN 3-406-48653-3
- 2006: Warum tust du mir das an? Gewalt in Partnerschaften. C. H. Beck, München, ISBN 3-406-54215-8
- 2008: Solotanz – Anleitung zum Alleinsein. Glück und Unglück einer neuen Lebensform. C. H. Beck, München, ISBN 978-3-406-57373-6
- 2020: Die toxische Macht der Narzissten und wie wir uns dagegen wehren. C. H. Beck, München, ISBN 978-3-406-75007-6